# Thriller (bài hát)
Thriller là một bài hát của ca sĩ người Mỹ Michael Jackson, sáng tác bởi Rod Temperton và sản xuất bởi Quincy Jones. Đây là đĩa đơn thứ bảy và cũng là cuối cùng trích từ album phòng thu thứ 6 cùng tên của ông. Nó được phát hành vào ngày 12 tháng 11 năm 1983 ở hầu hết các quốc gia và 23 tháng 1 năm 1984 tại Hoa Kỳ bởi Epic Records. Bài hát đã xuất hiện trên nhiều album tuyển tập của Jackson, bao gồm HIStory (1995), Number Ones (2003), The Essential Michael Jackson (2005), và This Is It (2009) cũng như được remix lại trong album Immortal (2011). Bài hát ban đầu có tên "Starlight" và có sự góp giọng của diễn viên Vincent Price.
Trong "Thriller", các hiệu ứng âm thanh như cánh cửa ọp ẹp, sấm sét, bàn chân bước đi trên tấm ván gỗ, gió và tiếng chó sói hú được xuất hiện dày đặc, và lời bài hát có chứa các yếu tố rừng rợn. Bài hát đã nhận được những phản ứng tích cực từ các nhà phê bình và trở thành hit top 10 thứ 7 liên tiếp của Michael Jackson trên bảng xếp hạng Billboard Hot 100 từ album, đạt vị trí quán quân ở Pháp và Bỉ cũng như lọt vào top 10 ở nhiều quốc gia khác.
Video "Thriller" được chuyển thể từ tác phẩm điện ảnh American Werewolf In London của John Landis đã trở thành một video ca nhạc rất thành công. Video dài 14 phút là câu chuyện giữa Jackson và nữ diễn viên Ola Ray trong một khung cảnh lấy cảm hứng từ những bộ phim kinh dị của những năm 1950. Trong một cảnh mang tính biểu tượng của video, Jackson cùng các diễn viên khác đã nhảy múa trong tạo hình những zombie. Mặc dù nó nhận được một số lời chỉ trích bởi hình ảnh đáng sợ của nó, video đã ngay lập tức trở nên phổ biến và nhận được những đánh giá cao về tính nghệ thuật, nhận 6 đề cử giải thưởng video âm nhạc của MTV năm 1984 và thắng 3 giải. Trong năm 2009 nó đã được đưa vào Trung tâm tư liệu Quốc hội Mỹ, trở thành video ca nhạc đầu tiên được lựa chọn. Mặc dù bản thân bài hát đã là một thành công lớn về mặt thương mại, video của "Thriller" là một thành tựu lớn không thể phủ nhận. Video ca nhạc cũng xuất hiện trong nhiều ấn phẩm video của ông, như: Video Greatest Hits - HIStory, HIStory on Film, Volume II, Number Ones, trong đĩa DVD của Thriller 25 và Michael Jackson's Vision.
"Thriller" đã được Jackson thể hiện trong tất cả các tour diễn thế giới của mình, dưới danh nghĩa ca sĩ solo, cũng như được luyện tập cho loạt buổi hòa nhạc This Is It (2009-2010) nhưng đã không thành hiện thực sau cái chết đột ngột của nam ca sĩ. Nó cũng được hát lại bởi nhiều nghệ sĩ từ khi phát hành năm 1983, bao gồm Henry Mancini (với The Royal Philharmonic Orchestra), Ian Brown, Ten Masked Men và Demi Lovato.

## Danh sách bài hát
- Đĩa 7"'[12]

1. "Thriller" (bản chỉnh sửa đặc biệt) – 4:37
2. "Things I Do for You" (trực tiếp) – 3:31

- Đĩa7"[12]

1. "Thriller" – 5:57
2. "Thriller" (không lời) – 5:57

- Đĩa 12" maxi[12]

1. "Thriller" – 5:57
2. "Thriller" (bản ngắn remix) – 4:05
3. "Things I Do for You" (trực tiếp) – 3:31

- Đĩa Mini CD (1988 Bad World Tour tại Nhật)[13]

1. "Thriller" - 4:08
2. "Human Nature" - 3:47

- Đĩa CD[12]

1. "Thriller" (bản ngắn remix) – 4:08
2. "Can't Get Outta the Rain" – 4:09

- Đĩa DualDisc[12]

Mặt CD
1. "Thriller" (bản ngắn remix) – 4:09
2. "Thriller" (bản album) – 5:58

Mặt DVD
1. Michael Jackson's Thriller – 13:40

## Bảng xếp hạng
| Bảng xếp hạng (1983-1985)                             | Vị trí cao nhất |
| ----------------------------------------------------- | --------------- |
| Australia (Kent Music Report)                         | 4               |
| Bỉ (Ultratop 50 Flanders)                             | 1               |
| Canadian RPM Top Singles                              | 3               |
| Finland (Suomen virallinen singlelista)               | 7               |
| Finland Jukebox (Suomen virallinen singlelista)       | 3               |
| France (SNEP)                                         | 1               |
| Ireland (IRMA)                                        | 4               |
| Hà Lan (Dutch Top 40)                                 | 3               |
| Hà Lan (Single Top 100)                               | 4               |
| New Zealand (Recorded Music NZ)                       | 6               |
| Poland (LP3)                                          | 7               |
| Portugal (AFP)                                        | 1               |
| South Africa (Springbok)                              | 26              |
| Spain (AFYVE)                                         | 1               |
| UK (Official Charts Company)                          | 10              |
| US Cashbox                                            | 4               |
| US Billboard Hot 100                                  | 4               |
| US Billboard Hot Black Singles                        | 3               |
| US Billboard Adult Contemporary                       | 24              |
| US Billboard Album Rock Tracks                        | 42              |
| US Radio & Records CHR/Pop Airplay Chart              | 1               |
| Tây Đức (Official German Charts)                      | 9               |
| Bảng xếp hạng (2006)                                  | Vị trí cao nhất |
| Pháp (SNEP)                                           | 35              |
| Germany (Media Control Charts)                        | 9               |
| Ireland (IRMA)                                        | 8               |
| Ý (FIMI)                                              | 5               |
| Hà Lan (Single Top 100)                               | 34              |
| Spain (PROMUSICAE)                                    | 1               |
| Switzerland (Schweizer Hitparade)                     | 3               |
| Bảng xếp hạng (2007)                                  | Vị trí cao nhất |
| Tây Ban Nha (PROMUSICAE)                              | 20              |
| UK (Official Charts Company)                          | 57              |
| Bảng xếp hạng (2008)                                  | Vị trí cao nhất |
| Áo (Ö3 Austria Top 40)                                | 55              |
| Na Uy (VG-lista)                                      | 13              |
| Thụy Sĩ (Schweizer Hitparade)                         | 53              |
| UK (Official Charts Company)                          | 35              |
| Bảng xếp hạng (2009)                                  | Vị trí cao nhất |
| Úc (ARIA)                                             | 3               |
| Áo (Ö3 Austria Top 40)                                | 5               |
| Belgium (Ultratop 50 Back Catalogue Singles Flanders) | 3               |
| Belgium (Ultratop 30 Back Catalogue Singles Wallonia) | 2               |
| Denmark (Tracklisten)                                 | 25              |
| Europe (European Hot 100 Singles)                     | 16              |
| Phần Lan (Suomen virallinen lista)                    | 11              |
| France (SNEP)                                         | 3               |
| Ireland (IRMA)                                        | 8               |
| Italy (FIMI)                                          | 2               |
| Japan Singles Top 100 (Oricon)                        | 41              |
| Hà Lan (Single Top 100)                               | 9               |
| New Zealand (RIANZ)                                   | 12              |
| Na Uy (VG-lista)                                      | 7               |
| Tây Ban Nha (PROMUSICAE)                              | 1               |
| Thụy Điển (Sverigetopplistan)                         | 10              |
| Thụy Sĩ (Schweizer Hitparade)                         | 3               |
| UK (Official Charts Company)                          | 12              |
| Hoa Kỳ Digital Song Sales (Billboard)                 | 2               |
| Bảng xếp hạng (2010)                                  | Vị trí cao nhất |
| Tây Ban Nha (PROMUSICAE)                              | 12              |
| Thụy Sĩ (Schweizer Hitparade)                         | 68              |
| UK (Official Charts Company)                          | 68              |
| Bảng xếp hạng (2012)                                  | Vị trí cao nhất |
| Pháp (SNEP)                                           | 143             |
| Ireland (IRMA)                                        | 30              |
| UK (Official Charts Company)                          | 49              |
| Bảng xếp hạng (2013)                                  | Vị trí cao nhất |
| Pháp (SNEP)                                           | 159             |
| UK (Official Charts Company)                          | 48              |
| US Billboard Hot 100                                  | 42              |
| Bảng xếp hạng (2014)                                  | Vị trí cao nhất |
| Pháp (SNEP)                                           | 152             |
| UK (Official Charts Company)                          | 57              |
| Tây Ban Nha (PROMUSICAE)                              | 38              |
| US Billboard Hot 100                                  | 35              |
| Bảng xếp hạng (2015)                                  | Vị trí cao nhất |
| Pháp (SNEP)                                           | 145             |
| Tây Ban Nha (PROMUSICAE)                              | 48              |
| UK (Official Charts Company)                          | 61              |
| US Billboard Hot 100                                  | 45              |
| Bảng xếp hạng (2016)                                  | Vị trí cao nhất |
| Pháp (SNEP)                                           | 164             |
| UK (Official Charts Company)                          | 62              |
| Bảng xếp hạng (2017)                                  | Vị trí cao nhất |
| Pháp (SNEP)                                           | 46              |
| Tây Ban Nha (PROMUSICAE)                              | 32              |
| UK (Official Charts Company)                          | 34              |
| Bảng xếp hạng (2018)                                  | Vị trí cao nhất |
| Canada (Canadian Hot 100)                             | 25              |
| UK (Official Charts Company)                          | 63              |
| US Billboard Hot 100                                  | 31              |
| Bảng xếp hạng (2019)                                  | Vị trí cao nhất |
| US Billboard Hot 100                                  | 44              |
| Bảng xếp hạng (2020)                                  | Vị trí cao nhất |
| UK (Official Charts Company)                          | 57              |
| US Billboard Hot 100                                  | 48              |
| Bảng xếp hạng (2021)                                  | Vị trí cao nhất |
| Canada (Canadian Hot 100)                             | 16              |
| Thế giới Global 200 (Billboard)                       | 28              |
| Anh Quốc (OCC)                                        | 40              |
| Anh Quốc R&B (OCC)                                    | 3               |
| US Billboard Hot 100                                  | 19              |
| US Billboard Digital Songs Sales                      | 9               |
| Bảng xếp hạng (2022)                                  | Vị trí cao nhất |
| Canada (Canadian Hot 100)                             | 25              |
| Global 200                                            | 37              |
| UK (Official Charts Company)                          | 41              |
| US Billboard Hot 100                                  | 26              |

| Bảng xếp hạng (1984)          | Vị trí |
| ----------------------------- | ------ |
| Australia (Kent Music Report) | 17     |
| Belgium (Ultratop Flanders)   | 26     |
| US Billboard Hot 100          | 78     |

| Bảng xếp hạng (2009)                 | Vị trí |
| ------------------------------------ | ------ |
| Sweden (Sverigetopplistan)           | 88     |
| Switzerland (Schweizer Hitparade)    | 81     |
| UK Singles (Official Charts Company) | 143    |

## Chứng nhận
| Quốc gia                                                                           | Chứng nhận                                                | Số đơn vị/doanh số chứng nhận                        |
| ---------------------------------------------------------------------------------- | --------------------------------------------------------- | ---------------------------------------------------- |
| Úc (ARIA)                                                                          | 2× Bạch kim                                               | 140.000^                                             |
| Canada (Music Canada)                                                              | Bạch kim                                                  | 100,000^                                             |
| Pháp (SNEP)                                                                        | Bạch kim                                                  | 975,000                                              |
| Ý (FIMI)                                                                           | Bạch kim                                                  | 30.000‡                                              |
| México (AMPROFON)                                                                  | Vàng                                                      | 30,000*                                              |
| Anh Quốc (BPI)                                                                     | Vàng                                                      | 500.000‡                                             |
| United States (RIAA)                                                               | Bạch kim (bản cứng) Vàng (tải nhạc số) Vàng (nhạc chuông) | 1,000,000 (bản cứng) 3,600,000 500,000 (nhạc chuông) |
| * Chứng nhận dựa theo doanh số tiêu thụ. ^ Chứng nhận dựa theo doanh số nhập hàng. |                                                           |                                                      |